# Chó sục Teddy Roosevelt
Chó sục Teddy Roosevelt là một giống chó săn mồi, có kích thước nhỏ đến trung bình của Hoa Kỳ. Giống chó này có chiều cao thấp vì đôi chân ngắn, có nhiều cơ bắp hơn và mật độ xương dày hơn so với loài Chó sục chuột Hoa Kỳ. Phần lớn sự đa dạng tồn tại trong lịch sử của giống chó sục Teddy Roosevelt và nó có chung một lịch sử lâu đời phổ biến với loài Chó sục chuột Hoa Kỳ, Chó cáo Paulistinha và Chó sục Tenterfield. Nền tảng nguồn gốc của giống chó sục chuột được cho là bắt nguồn từ những con chó săn hoặc những con chó khác được mang đến bởi những người Anh đầu tiên và những loại người nhập cư khác. Kể từ khi giống chó này làm việc tại trang trại, nó phục vụ cho các chuyến đi săn và khá hữu ích. Chỉ có ít hoặc không có kế hoạch nhân giống đã được sử dụng, nhằm phối các giống chó có đặc điểm tốt hơn lại với nhau nhằm tạo ra một giống chó mới có phẩm chất như mong muốn của con người, vào trong một giống chó. Các giống Chó Feist, Chó sục bò, Chó sục cáo, Chó sục Manchester, Chó Whippet, Chó săn thỏ Ý, Chó sục trắng Anh (hiện nay đã tuyệt chủng), Chó Turnspit và Chó sục Chân xoay đều cùng chia sẻ chung một nguồn gốc tổ tiên với chó sục Teddy Roosevelt.
Tiêu chuẩn UKC hiện tại cho biết một con chó sục Teddy Roosevelt có chiều cao từ 8 đến 15 in (khoàng 20 đến 38 cm), với trọng lượng tương xứng với chiều cao. Chó sục Teddy Roosevelt có thể có trọng lượng lên đến tới 25 lb (khoảng 11 kg) hoặc ít nhất là vào khoảng 8 lb (3,6 kg) là không hiếm.